# Liste der Mitglieder der American Academy of Arts and Sciences/1904
Im Jahr 1904 wählte die American Academy of Arts and Sciences 11 Personen zu ihren Mitgliedern.

## Neu gewählte Mitglieder
- Marie Louis Gaston Boissier (1823–1908)
- James Duncan Hague (1836–1908)
- Adolf von Harnack (1851–1930)
- Eugene Woldemar Hilgard (1833–1916)
- Abraham Jacobi (1830–1919)
- Christian Felix Klein (1849–1925)
- Theophil Mitchell Prudden (1849–1924)
- Israel Cook Russell (1852–1906)
- Edward Stevens Sheldon (1851–1925)
- Herbert Weir Smyth (1857–1937)
- Pasquale Villari (1827–1917)